# Bidessus funebris
Bidessus funebris är en skalbaggsart som beskrevs av Guignot 1959. Bidessus funebris ingår i släktet Bidessus och familjen dykare. Inga underarter finns listade i Catalogue of Life.